# Maserati Coupé
Das Maserati Coupé, auch Maserati 4200 genannt, ist ein Sportwagen des italienischen Autoherstellers Maserati, der von Ende 2001 bis Mitte 2007 hergestellt wurde und den Maserati 3200 GT ablöste.
Im September 2001 wurde er zum ersten Mal der Öffentlichkeit als Cabrio-Version Maserati Spyder auf der IAA in Frankfurt präsentiert. Das Coupé hatte sein Debüt ein Jahr später auf der Detroit Auto Show 2002. Im selben Jahr hatte die Sportversion GranSport ihre Premiere.

## Geschichte
Statt des altgedienten 3,2-Liter-V8-Biturbo des 3200 GT wurde im Maserati Coupé ein neu entwickelter 4,2-Liter-V8-Motor von Ferrari verbaut. Dieser V8-Motor aus Leichtmetall verfügt über zwei oben liegende Nockenwellen und entwickelt eine Leistung von 287 kW (390 PS), die via Transaxle an die Hinterachse abgegeben werden.
Der Spyder verfügt über ein normales Stoffdach, das in ca. 30 Sekunden hinter den Sitzen unter einer Abdeckung elektrisch verschwindet. Angetrieben wird der Spyder mit dem gleichen 4,2-Liter-V8 Motor aus der Entwicklungsabteilung von Ferrari. Anfangs war der Spyder nur mit der Cambiocorsa-Schaltung lieferbar, ein Jahr später auch mit einem manuellen 6-Gang-Getriebe. Das Coupé war ebenfalls mit dem sequenziellen Getriebe erhältlich, bei dem man per Schaltwippen hinter dem Lenkrad die Gänge einlegen kann.

### Modellpflege
Im Herbst 2004 wurden Coupé und Spyder überarbeitet. Zu den Änderungen gehörte ein vergrößerter Kühlergrill, dessen Design sich am Lufteinlass des Maserati Quattroporte anlehnt. Hinter den Radhäusern am Heck gibt es zudem jeweils schlitzartige Luftauslässe. Die zentrale Öffnung in der Mitte der Heckpartie ist darüber hinaus von da an vergittert.
Neben diesen äußeren Retuschen hatte Maserati die Serienausstattungen beider Fahrzeuge erweitert. Beide Varianten erhielten Xenonlicht mit automatischer Leuchtweitenregulierung. Ohne Aufpreis waren außerdem 18-Zoll-Leichtmetallräder im 7-Speichen-Design erhältlich, die es zuvor nur als Sonderausstattung gab.
Die Änderungen im Innenraum umfassten eine neue Instrumentenbeleuchtung in Dunkelblau und Weiß. Der neu gestaltete Mitteltunnel besitzt neben Chromeinfassungen und Dosenhaltern zusätzliche Ablagemöglichkeiten. Außerdem gab es das Interieurpaket Aluminiumoptik für die Mittelkonsole und die Türeinlagen ohne Aufpreis.

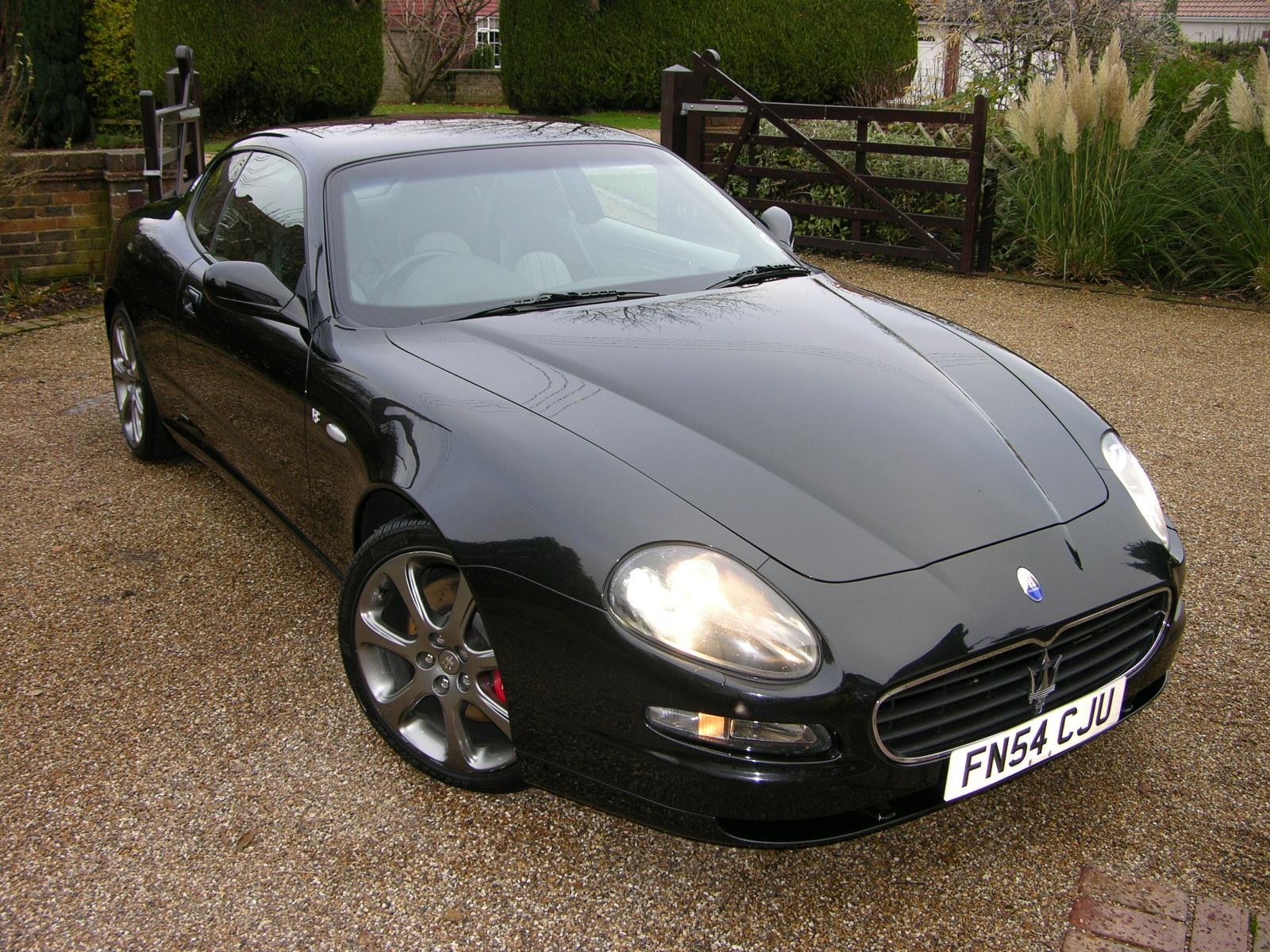
Maserati Coupé (2004–2007)
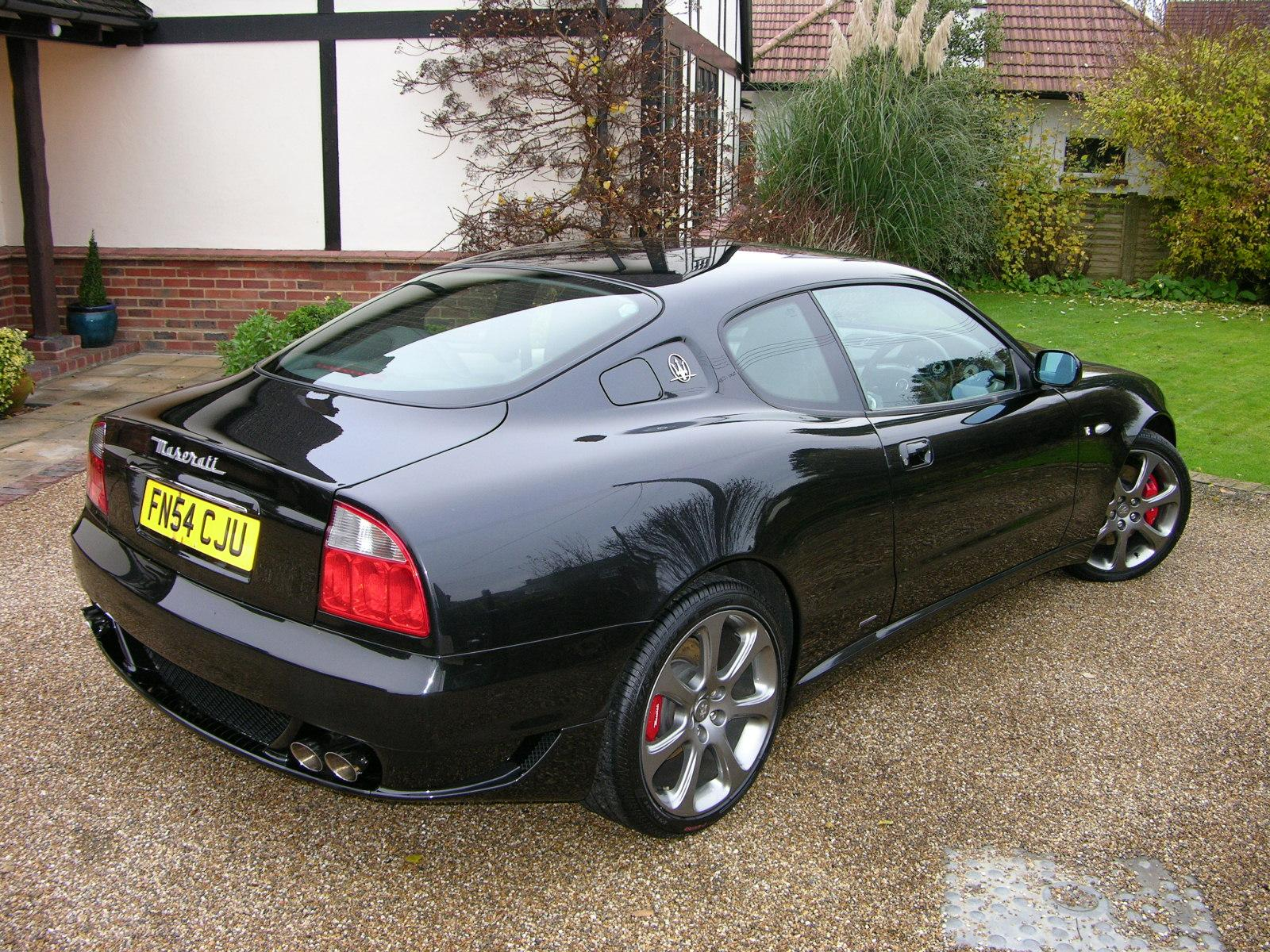
Heckansicht
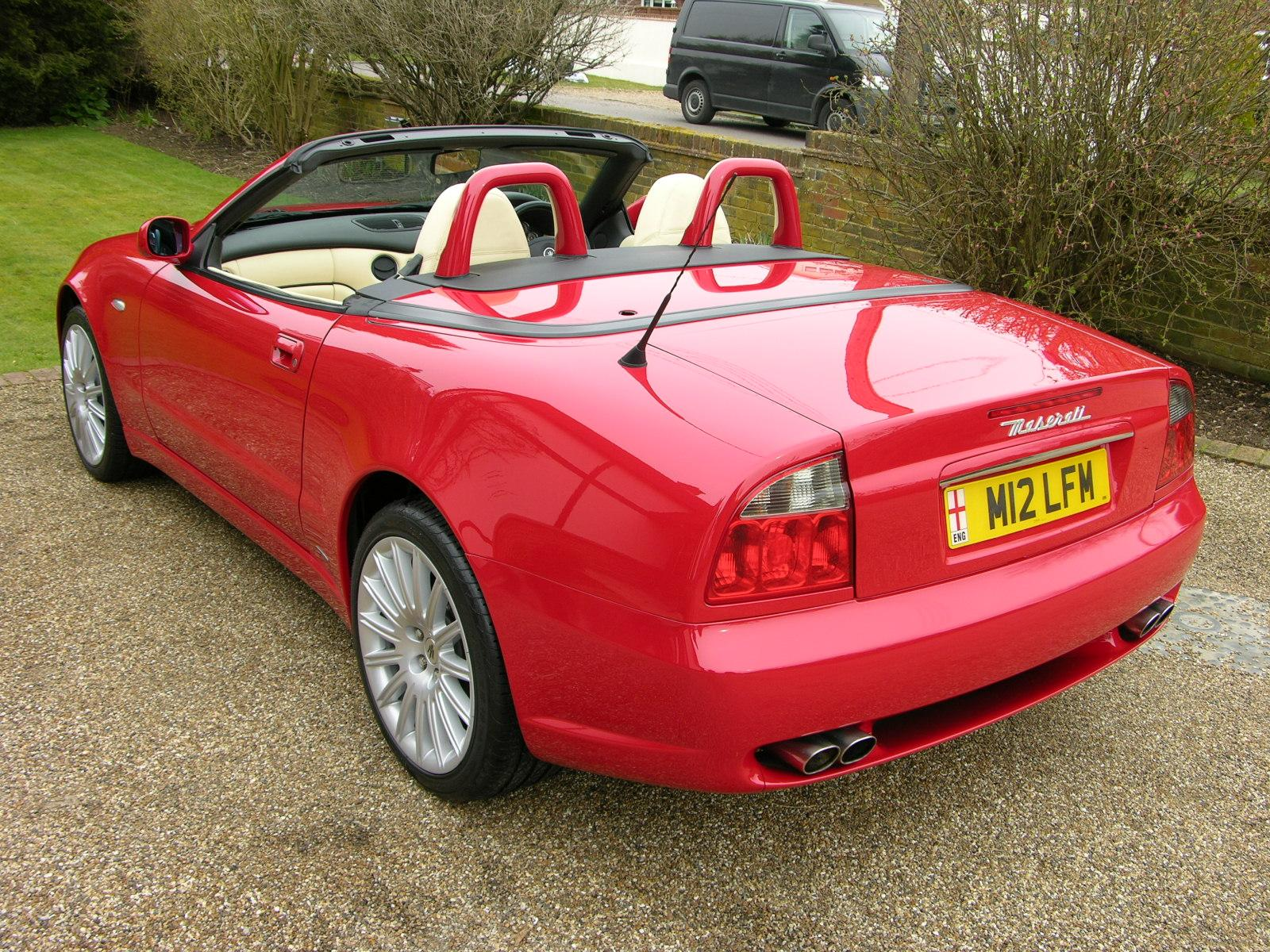
Maserati Spyder (2004–2007)

Mitte 2007 wurde die Fertigung von Coupé und Spyder beendet. Im Herbst 2007 folgte der GranTurismo.

## Technische Daten
| Maserati:             | Coupé                    | Spyder                   |
| --------------------- | ------------------------ | ------------------------ |
| Motorbauart:          | 8 Zylinder V-Frontmotor  | 8 Zylinder V-Frontmotor  |
| Hubraum:              | 4244 cm³                 | 4244 cm³                 |
| Bohrung × Hub:        | 92,0 × 80,0 mm           | 92,0 × 80,0 mm           |
| Leistung bei 1/min:   | 287 kW (390 PS) bei 7000 | 287 kW (390 PS) bei 7000 |
| Drehmoment bei 1/min: | 451 Nm bei 4500          | 451 Nm bei 4500          |
| Vmax:                 | 285 km/h                 | 280 km/h                 |
| 0–100 km/h:           | 4,9 s                    | 5,0 s                    |
| Verbrauch:            | 18,6 l/100 km            |                          |
| Tankinhalt:           | 88 l                     | 88 l                     |
| Gewicht:              | 1580 kg                  | 1720 kg                  |